# كأس الدوري الألماني 1972–73
كأس الدوري الألماني 1972–73 (بالألمانية: DFB-Ligapokal 1972/73)‏ هو الموسم 1 من كأس الدوري الألماني. أقيم خلال الفترة 16 يوليو 1972 وحتى 28 يوليو 1973، وأشرف على تنظيمه اتحاد ألمانيا لكرة القدم، وكان عدد الأندية المشاركة فيه 32، وفاز فيه نادي هامبورغ.